# Germana Porcu Morano
Germana Porcu Morano (* 30. Juli 1988 in Ghilarza, Sardinien) ist eine italienische Violinistin.

## Leben und Werk
Germana Porcu Morano begann ihre musikalischen Studien bei Felice Cusano in Fiesole und führte sie fort bei Susanne Gessner in Paris und bei Klaidi Sahatci in Lugano. Sie erwarb sich einen Abschluss mit höchsten Auszeichnungen am Istituto Superiore di Studi Musicali G. Donizetti in Bergamo. 2010 wurde sie als beste Absolventin mit dem Premio Rotary der Stadt Bergamo ausgezeichnet. Sie nahm an Meisterkursen bei Igor Volochine, Svetlana Makarova und Pavel Vernikov teil. Porcu Morano gewann bei Musikwettbewerben zahlreiche Preise, darunter 1. Preise beim Kammermusikwettbewerb Miryam e Pierluigi Vacchelli und beim XI Concorso Internazionale di Musica Italian Festival sowie den 3. Preis beim 30. Concorso Internazionale per Violinisti Michelangelo Abbado. Ein erster und zweiter Preis wurde bei diesem Wettbewerb nicht vergeben. 2013 wurde sie beim World Music Competition Ibla Grand Prize als Most distinguished violinist (sehr angesehene Violinistin) ausgezeichnet. Sie gewann in diesem Jahr zusätzlich ein von Claudio Abbado gestiftetes Stipendium.
Seit dieser Zeit trat sie in zahlreichen internationalen Konzerten als Orchestersolistin und in Kammermusikensembles in Italien, Deutschland, Frankreich, der Schweiz, Spanien und in China auf. Seit 2006 spielt sie als Violinistin im Orchestra Bergamo Musica Festival des Teatro Donizetti in Bergamo, mit dem sie Tourneen in Italien, Japan und Schweden absolviert hat. Mit dem Mailänder Ensemble Duomo um den Gitarristen und Arrangeur Roberto Porroni gab Porcu Morano Filmmusikkonzerte mit Werken von Ennio Morricone. 2016 gründete sie zusammen mit der Pianistin Sara Costa und der Cellistin Matilda Colliard das Trio Carducci. Mit diesem Trio spielte sie das Trio élégiaque Nr. 1 von  Sergei Rachmaninow ein. Im April 2017 gewann sie mit diesem Trio den zweiten Preis beim ''Virtuosen Wettbewerb'' in London. Im März 2018 spielte das Trio für Brilliant Classics eine CD mit Werken des russischen Komponisten Anton Arenski ein. Mit der Pianistin Sara Costa spielte sie alle Violinsonaten des dänischen Komponisten Carl Nielsen für das Label Da Vinci Publishing ein.
Porcu Morano spielt eine Violine von 1954 von Gaetano Pollastri sowie eine Violine von 1700 von Amati, die ihr jeweils von einer Privatperson zur Verfügung gestellt wurden.